# Slave Ship
Slave Ship este un roman scurt science fiction din 1956 scris de autorul american Frederik Pohl, serializat inițial în revista Galaxy Science Fiction. Acțiunea romanului are loc într-o lume aflată în mijlocul unui război global de intensitate redusă, care pare să fie o reprezentare amplificată a războiului din Vietnam, în care SUA tocmai a început să se implice în momentul scrierii romanului. Scenariul implică telepatia, vorbirea cu animalele și, în ultimele câteva pagini, o invazie a extratereștrilor. 
Adversarii din roman sunt cunoscuți sub denumirea "cow-dyes", o corupție a cuvântului Cao Dai, o religie de origine vietnameză. Pe partea americană, telepații, care sunt folosiți în activități de spionaj și alte activități sub acoperire, devin victime ale "glotch-ului", o afecțiune fatală, despre care se crede că este o bioarmă  de tip Caodai, transmisă telepatic. 

## Primire
Recenzorul Galaxy, Floyd C. Gale, a lăudat romanul ca având "o imagine convingătoare autentică a unei nave de război și ... un think tank de opinie". Anthony Boucher a raportat că Slave Ship este "fascinantă și dezamăgitoare". Boucher l-a lăudat pe Pohl pentru "abilitatea sa heinleinică de expunere indirectă detaliată a unui viitor convingător", dar a caracterizat negativ romanul ca fiind episodic, slab caracterizat și arbitrar rezolvat.